# Naoki Macuda
Naoki Macuda (14. března 1977 – 4. srpna 2011) byl japonský fotbalista.

## Reprezentace
Naoki Macuda odehrál 40 reprezentačních utkání. S japonskou reprezentací se zúčastnil Mistrovství světa 2002.

## Statistiky
| Japonsko | Japonsko | Japonsko |
| Roky     | Záp.     | Góly     |
| -------- | -------- | -------- |
| 2000     | 14       | 0        |
| 2001     | 10       | 0        |
| 2002     | 12       | 0        |
| 2003     | 0        | 0        |
| 2004     | 3        | 0        |
| 2005     | 1        | 1        |
| Celkem   | 40       | 1        |